# 索爾內坦
索爾內坦是瑞士的城鎮，位於該國中西部，由伯恩州負責管轄，面積5.64平方公里，一半土地是森林，海拔高度843米，2011年人口129，人口密度每平方公里23人。